# 3019 Kulin
A 3019 Kulin (ideiglenes nevén 1940 AC) egy kisbolygó a Naprendszer kisbolygóövében, melyet Kulin György fedezett fel 1940. január 7-én.
Az 1940-es felfedezését követően legközelebb csak 1969-ben észlelték, Naucsnijban, ám ezután 1977-ig, 1971 és 1975 kivételével, minden éven. A kisbolygó a Koronis-családba tartozik. Mizser Attila javaslatára nevezték el felfedezőjéről.